# 交換人生
《交換人生》（英語：Five Hundred Miles）是一部2023年中國大陸奇幻喜劇電影，由蘇倫執導、編劇，雷佳音、张小斐、张宥浩領銜主演，於2023年1月22日在中國大陸上映的農曆新年賀歲片。

## 劇情
該片講述了律師仲達（雷佳音飾）與單身女孩金好（張小斐飾）相親時，無意間被暗戀金好的少年小谷（張宥浩飾）撞見。兩個人因一次意外奇妙地交換了身體和家人。然後發生了許多有趣和奇怪的事件。一場歡喜冤家的奇「換」之旅正式開啓，兩人要怎麼把一切都換回來呢？

## 演員

### 主要演員[1]
| 姓名   | 角色   | 介绍                                                                                             |
| 雷佳音 | 仲達   | 大律師。與金好相親時，無意間被暗戀金好的少年陸小谷撞見，無意中和暗戀金好的少年陸小谷交換了身體。 |
| 張小斐 | 金好   | 大齡單身女青年，從小和母親相依為命，活在母親的控制管束下。                                       |
| 張宥浩 | 陸小谷 | 18歲學生，暗戀金好的少年。                                                                       |

### 其他演員
| 姓名   | 角色       | 介绍                                                                 |
| 劉敏濤 | 陸小谷媽媽 | 一對時常秀恩愛的夫妻，經營著稻谷麵館，每天總想著把阿麗水果店買下來。 |
| 沙溢   | 陸小谷爸爸 | 一對時常秀恩愛的夫妻，經營著稻谷麵館，每天總想著把阿麗水果店買下來。 |
| 吳彥姝 | 陸小谷奶奶 | 會拍攝影片在網路上有幾十萬粉絲的網紅。                               |
| 楊恩又 | 陸小谷妹妹 | 喜歡用一台DV觀察世界。                                               |
| 丁嘉麗 | 金好媽媽   | 總想著發財，欠了很多錢一直被人追債。                                 |
| 曹桐睿 | 小胖       | 陸小谷最好的兄弟。                                                   |

### 特別出演
| 姓名   | 角色       | 介绍                                                               |
| 岳雲鵬 | 計程車司機 | 陸小谷反向追愛氣跑金好時，金好所搭乘的計程車司機。                 |
| 楊迪   | 餐廳服務員 |                                                                    |
| 徐志勝 | 氣球銷售員 | 在變成大叔的陸小谷絕望時，借給他手機打電話給他媽媽的賣氣球的銷售員 |
| 宋家騰 | 呂老闆助理 |                                                                    |
| 賴曉生 | 呂老闆助理 |                                                                    |

## 發行
2022年7月27日，該片正式官宣，併發布貼文預告和先導海報，宣佈於2023年上映 ；12月31日，該片發佈首支預告。
该影片于2023年1月22日（农历新年）上映。  截至截至2月3日上映第13天，票房已突破3.41亿元人民幣。

## 獎項
| 頒獎典禮               | 獎項           | 名字   |
| ---------------------- | -------------- | ------ |
| 2023年微博電影獎得獎者 | 年度品質演員   | 張小斐 |
| 2023年微博電影獎得獎者 | 年度傑出男演員 | 雷佳音 |